# Équipement de protection individuelle médical

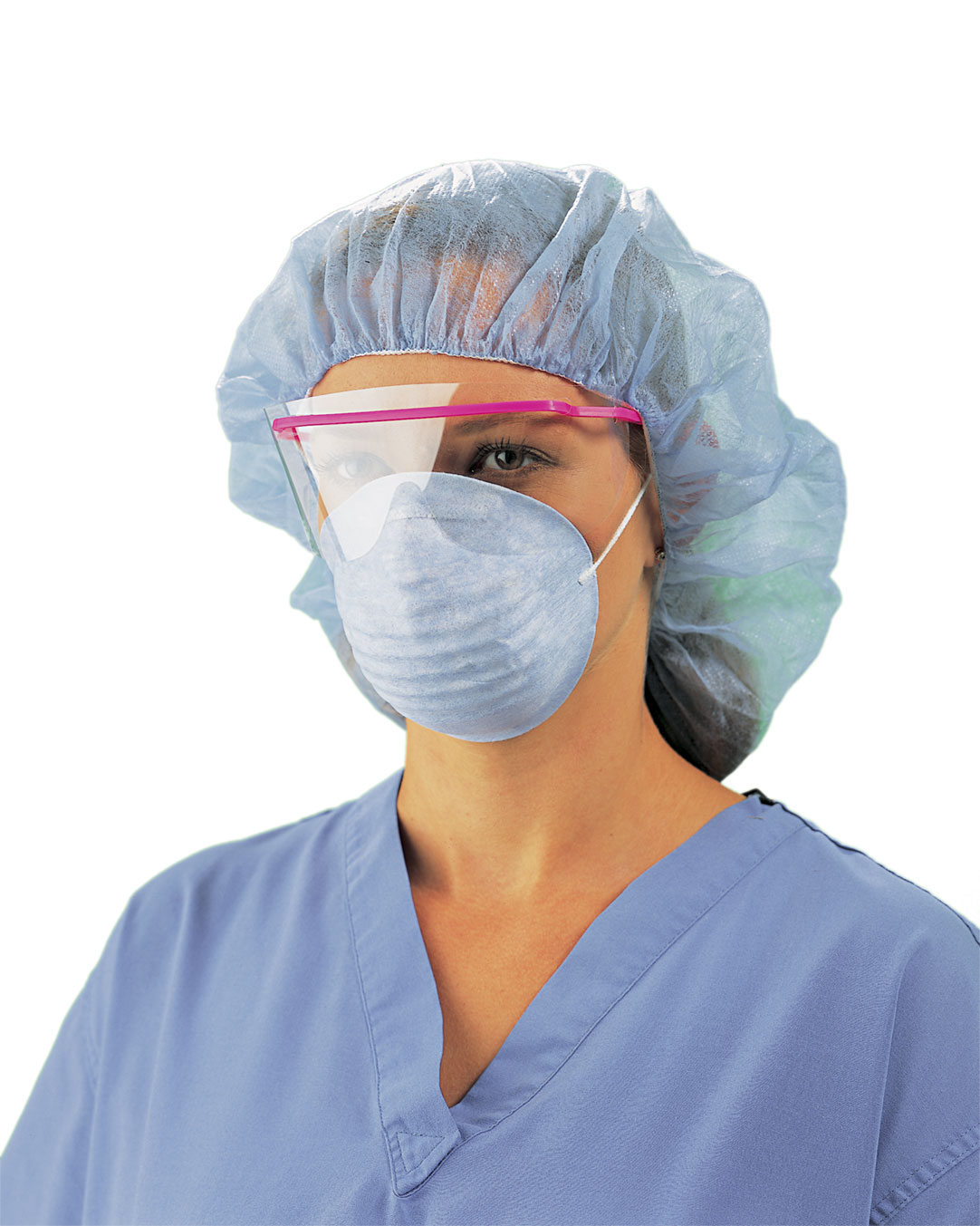
EPI médical jetable

L'équipement de protection individuelle (EPI) médical est un vêtement ou un équipement spécialisé jetable porté par un professionnel en soins de santé (médecin, infirmier, soignant, etc., sans distinction de sexe) pour se protéger d'un risque biologique, comme une contamination dangereuse liée à l'exposition à un liquide biologique corporel naturel (sang, salive, sueur, lymphe, mucus, urine, etc.) ou pathologique (pus), présent sous forme fluide ou d'aérosol respiratoire. Ceux-ci peuvent transporter des agents infectieux viraux (ex. : VIH, rage, Ébola, SARS-CoV-2,covid_19) ou bactériens (ex. : vibrion du choléra, Staphylocoque doré, etc.). 
L'EPI médical crée une barrière physique entre l'élément infectieux potentiel et le travailleur de la santé, empêchant le contact et limitant la transmission,
De nombreuses législations nationales obligent l'employeur des travailleurs en santé exposés à leur fournir de tels équipements de protection,.

## Différents éléments
Les composants de ces EPI comprennent les gants, le masque (chirurgical, FFP), les lunettes de protection, l'écran facial, la blouse, la sur-blouse ou casaque, le bonnet, les couvre-chaussures, l'embout buccal pour réanimation cardiopulmonaire. La qualité de certains de ces équipements peut être normalisée (au niveau européen ; au niveau international : certains) : les gants, les masques, les casaques,,, les lunettes, tenues de bloc opératoire.

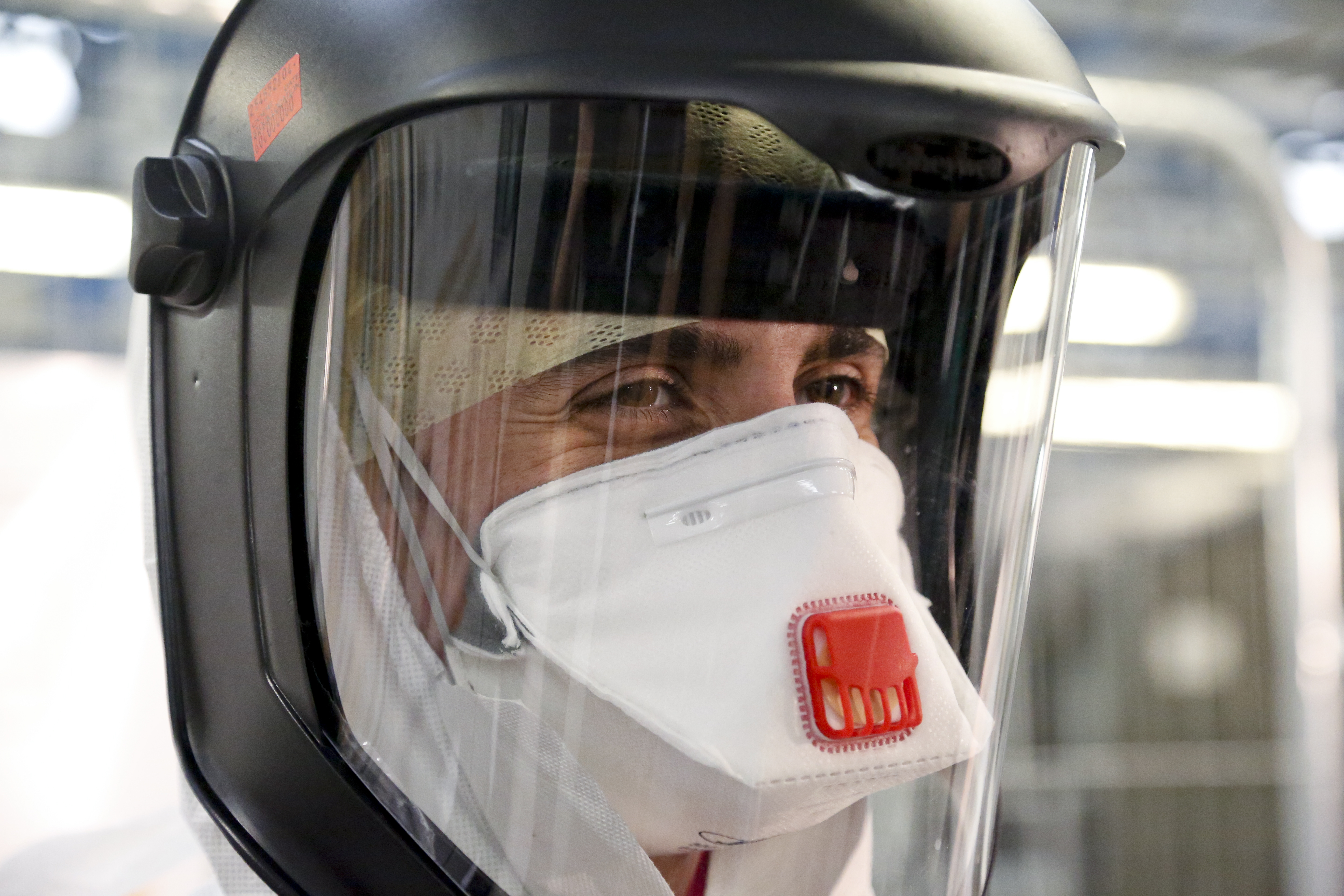
Équipement médical de protection individuelle - Ebola 2014
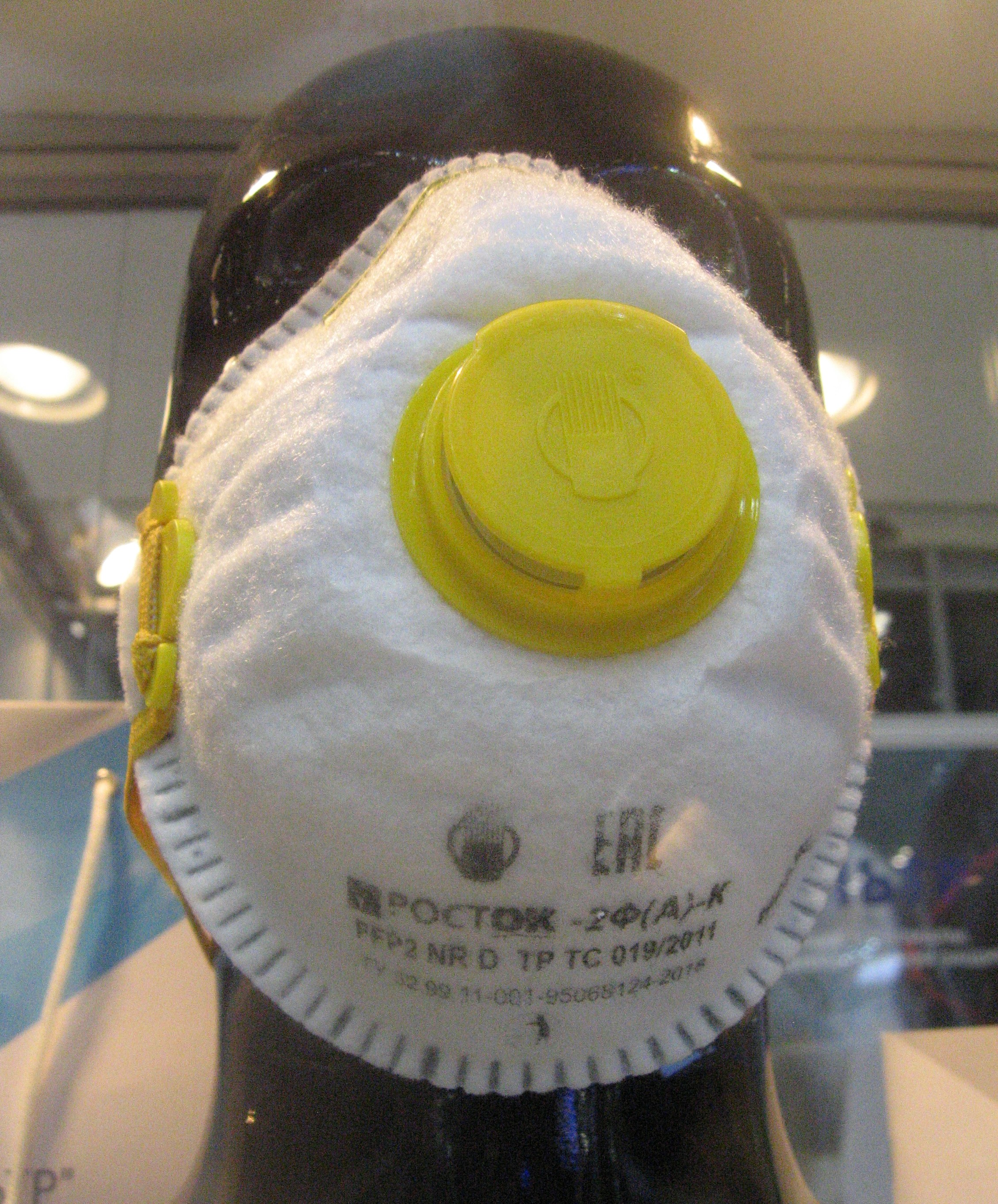
Masque de protection FFP2 russe
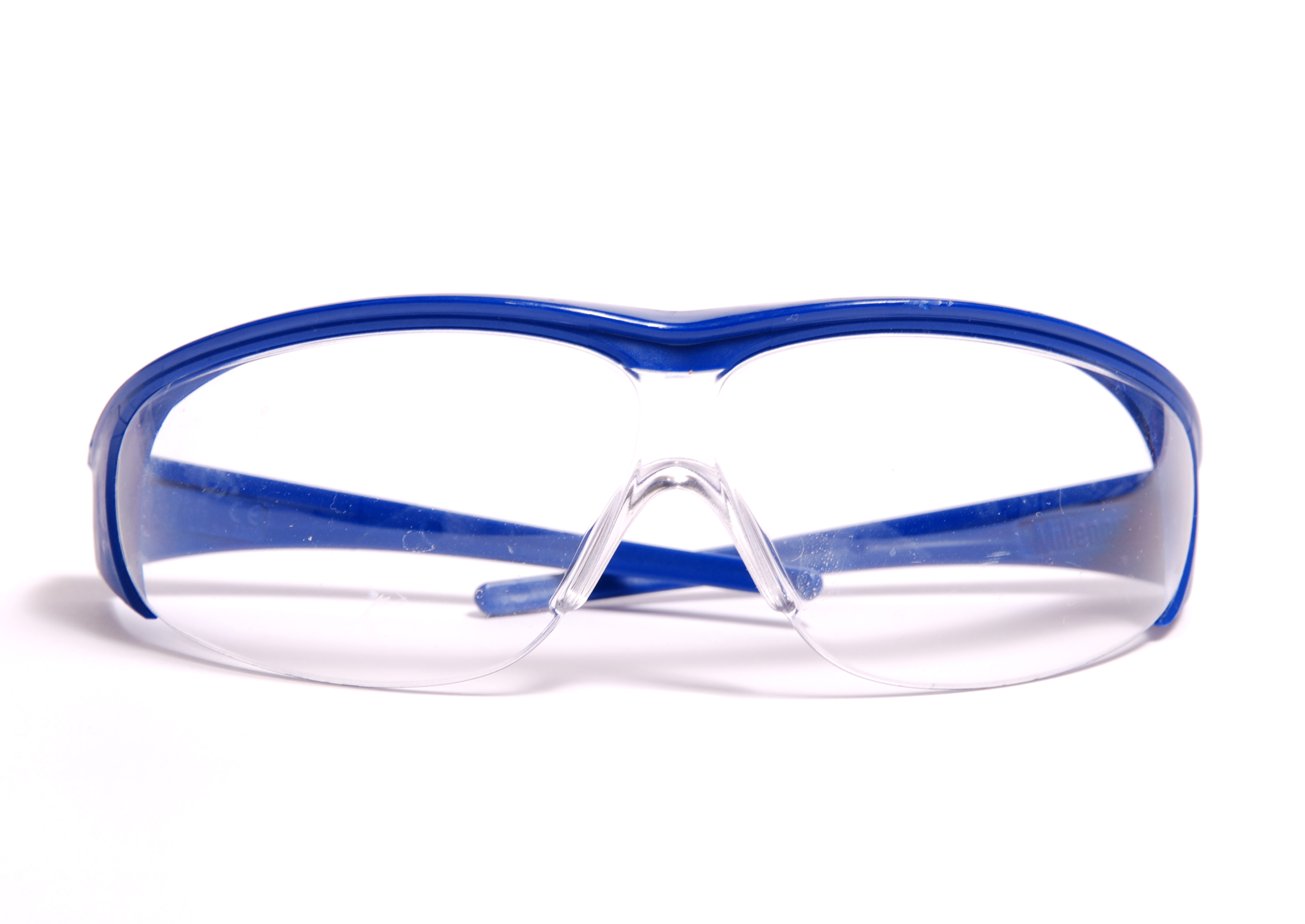
Lunettes de protection de laboratoire
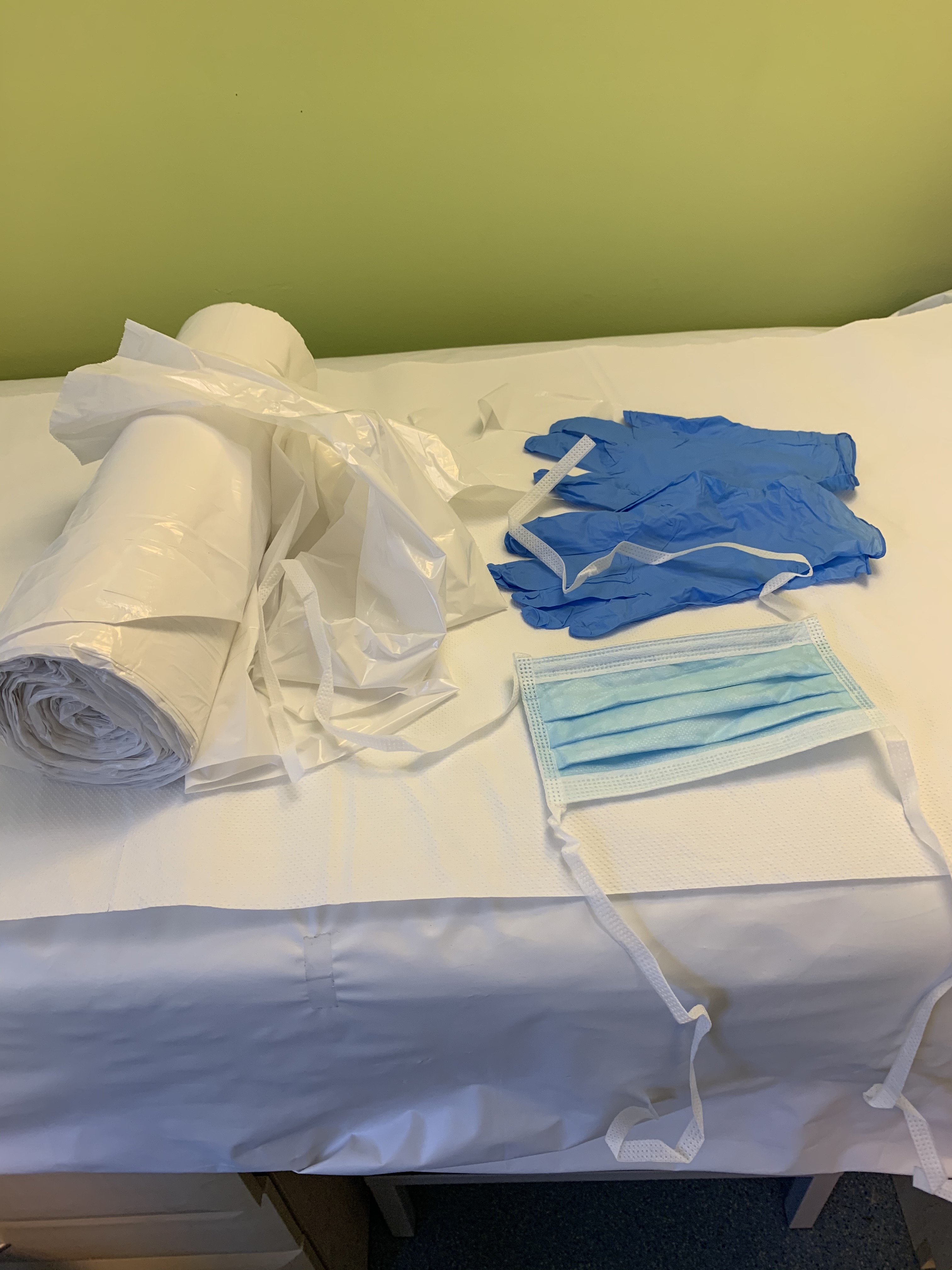
Équipement médical de protection individuelle - UK 2020
Symbole graphique du port de masque selon norme ISO 7010:2011

## Utilisation

### Spécifications techniques générales

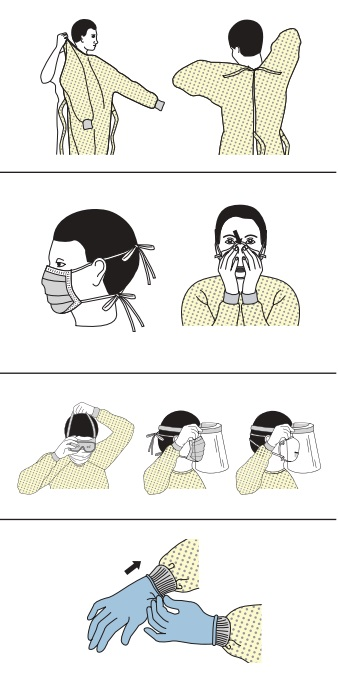
4 étapes pour mettre ses équipements de protection

Le nombre de composants utilisés et leur utilisation sont souvent déterminés par la réglementation ou le protocole de contrôle des infections de l'établissement en question. Leur bonne mise en œuvre (habillage — déshabillage) doit faire l'objet de procédures. La plupart de ces articles sont jetables pour éviter de transporter des matières infectieuses d'un patient à un autre,. 
L'utilisation inappropriée d'équipements de protection individuelle comme les gants a été liée à une augmentation des taux de transmission des infections et leur utilisation doit être compatible avec les autres moyens d'hygiène des mains utilisés.
| Masque :                    | chirurgical                  | FFP2         | FFP3          | hygiénique barrière                                     |
| --------------------------- | ---------------------------- | ------------ | ------------- | ------------------------------------------------------- |
| Filtration bactérienne      | Type I > 95 % Type II > 98 % |              |               | Peu spécifiée                                           |
| Filtration virus / aérosols | ?                            | > 94 %       | > 99 %        | Souvent : < 70 % Catégorie II : 70 % Catégorie I : 90 % |
| Protection de l'utilisateur | Partiel                      | Oui          | Oui           | Partiel                                                 |
| Protection des proches      | Oui                          | Non si valve | Non car valve | Oui                                                     |
| Usage à l'hôpital           | Oui                          | Oui          | Possible      | Non                                                     |

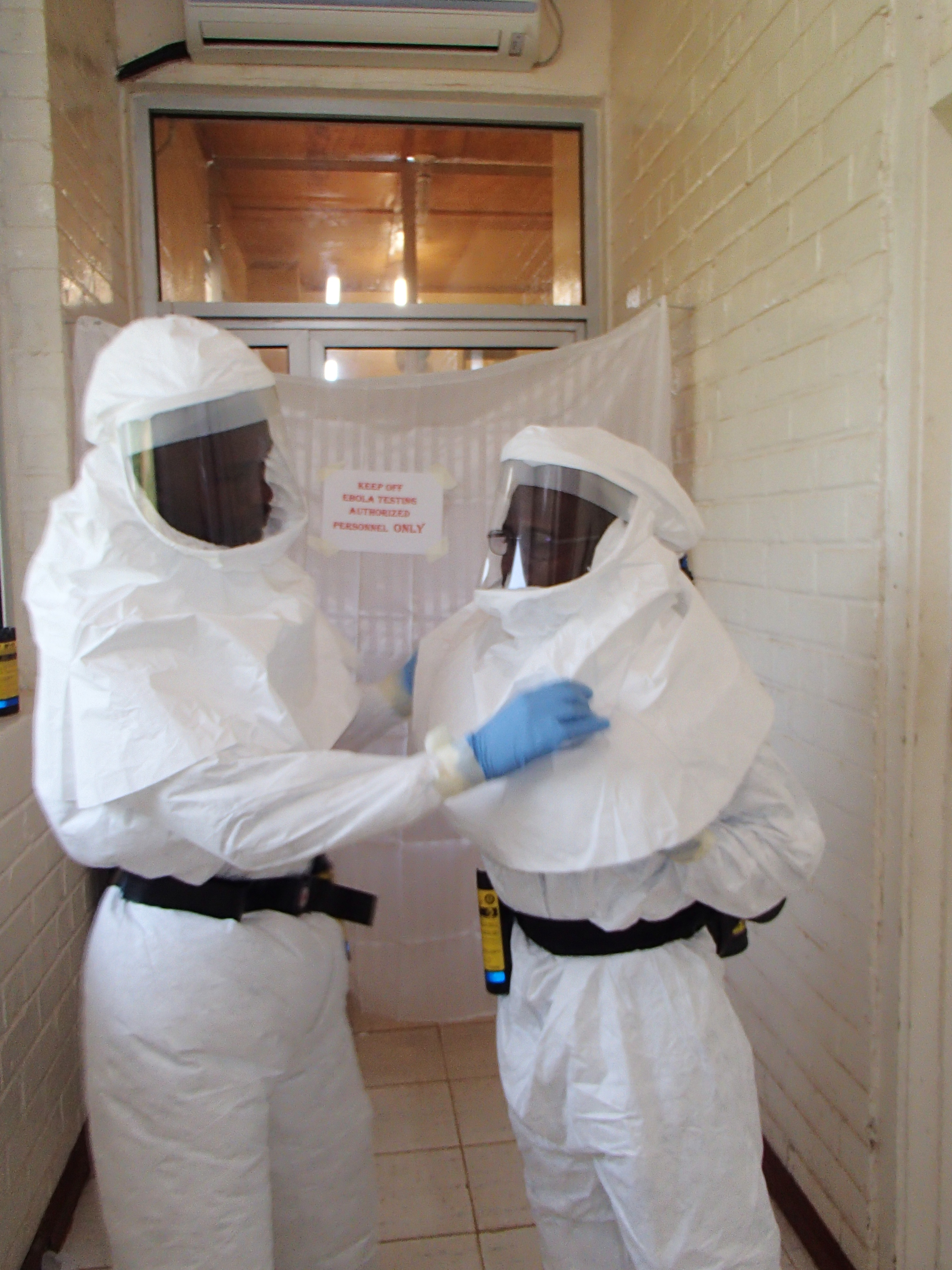
Tenue médicale de protection individuelle - Ebola 2014
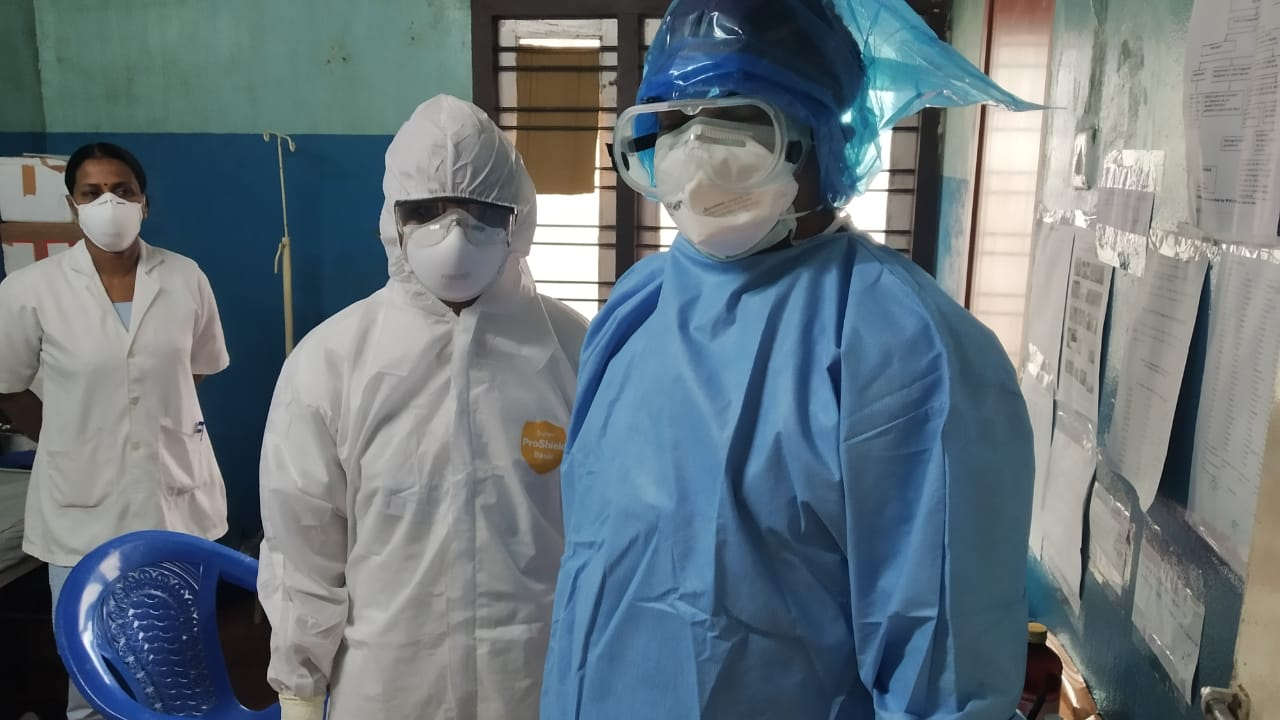
Tenue médicale de protection individuelle - Coronavirus 2020
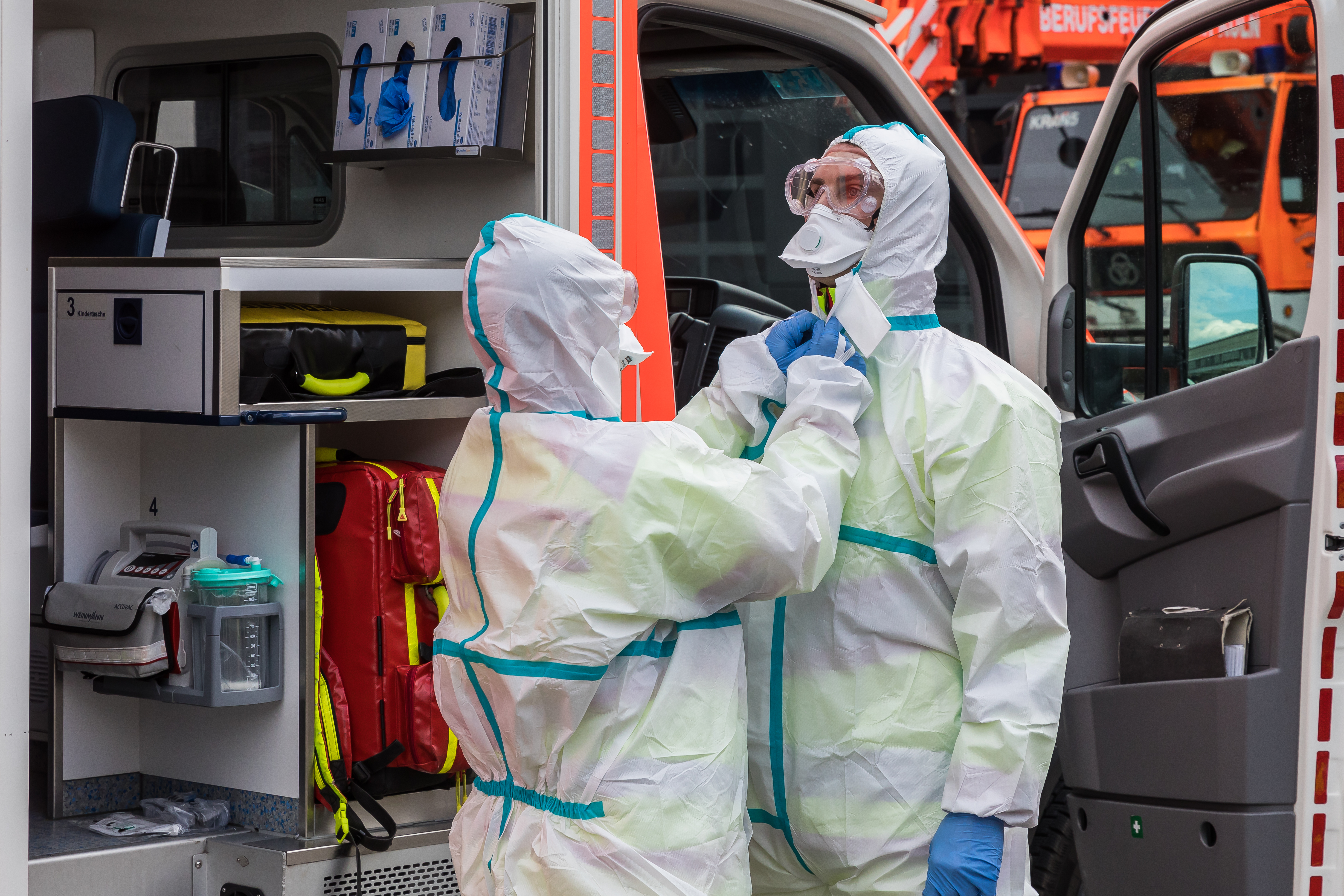
Tenue médicale de protection individuelle - Coronavirus 2020 Allemagne

### Spécifications selon les pays

#### Union européenne
Au cours de la pandémie de Covid-19, fin mars 2020, la Commission européenne révise les références des normes harmonisées relatives aux dispositifs médicaux. Elle publie également des lignes directrices pour contribuer à accroître la production de fournitures médicales sûres comprenant les équipements individuels de protection avec une liste des normes européennes qui leur sont applicables.

#### États-Unis
Aux États-Unis, les dispositifs médicaux sont réglementés par la Food and Drug Administration.